# EDTMP
EDTMP nebo kyselina ethylendiamin tetra(methylenfosfonová) je významné chelační a antikorozní činidlo. Jde o fosfonátový analog EDTA.

## Vlastnosti a využití
Běžně se dodává jako sodná sůl, která je velmi dobře rozpustná ve vodě. Používá se jako antikorozní prostředek při úpravě vody, má 3–5krát lepší účinky než anorganické polyfosfáty. Vykazuje dobrou chemickou a tepelnou stabilitu. Dokáže chelatovat velké množství kovových iontů.
Její komplex s izotopem 153Sm se využívá při léčbě rakoviny.